# Pandémie de Covid-19 à Saint-Pierre-et-Miquelon
La pandémie de Covid-19 atteint la collectivité d'outre-mer de Saint-Pierre-et-Miquelon le 5 avril 2020.

## Contexte
Le 12 janvier 2020, l'Organisation mondiale de la santé (OMS) confirme qu'un nouveau coronavirus est à l'origine d'une maladie respiratoire chez un groupe de personnes de la ville de Wuhan, dans la province de Hubei, en Chine, qui a été signalée à l'OMS le 31 décembre 2019,.
Le taux de létalité lié au Covid-19 est beaucoup plus faible que celui du SRAS en 2003,, mais la transmission est nettement plus importante, avec un nombre total de décès significatif,.

## Chronologie
La collectivité, comme l'ensemble du territoire national, est placée en confinement le 17 mars 2020.
Le 5 avril 2020, le premier cas est confirmé dans la collectivité,.
Auparavant, le service de ferry entre Terre-Neuve et Saint-Pierre-et-Miquelon avait été suspendu. Les services aériens et de ferry entre les îles de Saint-Pierre-et-Miquelon ont été réduits. Le secteur du tourisme devrait être touché par la pandémie et les mesures connexes.
Le 28 janvier 2021, la Préfecture de Saint-Pierre-et-Miquelon annonce un 24e cas positif.